# Catena Languard-Quattervals
La Catena Languard-Quattervals è un massiccio montuoso delle Alpi di Livigno. Si trova in Svizzera (Canton Grigioni) e, in parte minore, in Italia (Lombardia). Prende il nome dalle due montagne più significative: il Piz Languard e il Piz Quattervals.

## Collocazione
Secondo le definizioni della SOIUSA la Catena Languard-Quattervals ha i seguenti limiti geografici: Forcola di Livigno, Val Agonè, Passo del Bernina, Val Bernina, alta Engadina, torrente Spöl, Lago del Gallo, Valle di Livigno, Forcola di Livigno.
Essa raccoglie la parte nord-occidentale delle Alpi di Livigno.

## Classificazione

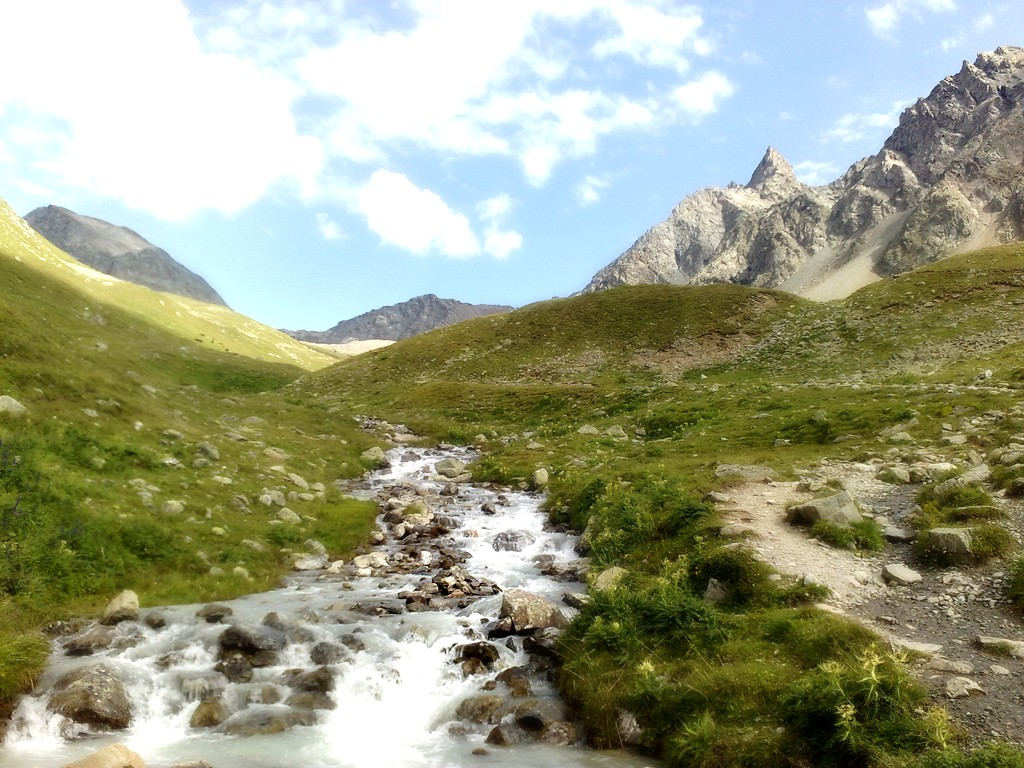
Piz Vadret

La SOIUSA definisce la Catena Languard-Quattervals come un supergruppo alpino e vi attribuisce la seguente classificazione:
- Grande parte = Alpi Orientali
- Grande settore = Alpi Centro-orientali
- Sezione = Alpi Retiche occidentali
- Sottosezione = Alpi di Livigno
- Supergruppo = Catena Languard-Quattervals
- Codice =  II/A-15.IV-A

## Suddivisione
La Catena Languard-Quattervals viene suddivisa in due gruppi e sette sottogruppi:
- Gruppo del Piz Languard i.s.a. (1)
  - Costiera Piz Campasc-Piz Minor (1.a)
  - Gruppo del Piz Languard p.d. (1.b)
  - Gruppo del Piz Vadret (1.c)
  - Gruppo Cotschen-Leverone-Campacci (1.d)
- Gruppo del Piz Quattervals i.s.a. (2)
  - Gruppo del Pizzo Cassana (2.a)
  - Gruppo del Piz Quattervals p.d. (2.b)
  - Gruppo del Piz Diavel (2.c)

Il Gruppo del Piz Languard i.s.a. raccoglie la parte meridionale della Catena Languard-Quattervals a sud del Passo di Cassana; viceversa il Gruppo del Piz Quattervals i.s.a. ne raccoglie la parte settentrionale.

## Montagne
Le montagne principali appartenenti alla Catena Languard-Quattervals sono:
- Piz Languard - 3.262 m
- Piz Vadret - 3.199 m
- Piz Albris - 3.166 m
- Piz Quattervals - 3.165 m
- Piz d'Esan - 3.127 m
- Munt Cotschen - 3.104 m
- Piz la Stretta - 3.104 m
- Piz Chaschauna - 3.071 m
- Piz dal Diavel - 3.062 m
- Piz Lavirun - 3.053 m
- Piz Minor - 3.050 m
- Piz Lagalb - 2.959 m
- Piz Arpiglia - 2.765 m
- Piz Campasc - 2.598 m